# 日本角吻沙蚕
日本角吻沙蚕（学名：Goniada japonica）为角吻沙蚕科角吻沙蚕属的动物。分布于日本，包括渤海、黄海、东海等海域。